# Shoken

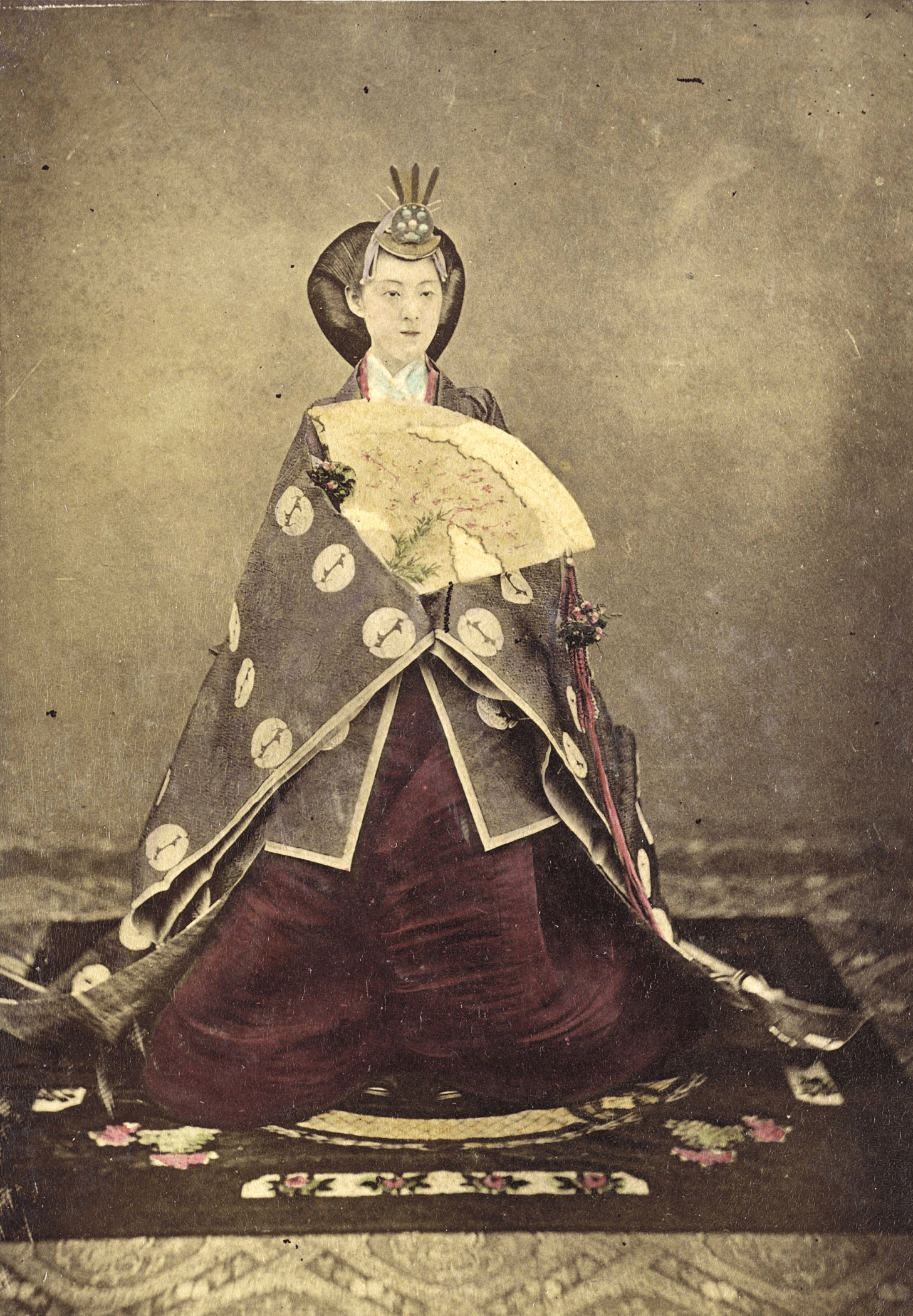
Shōken i traditionell dräkt.

Kejsarinnan Shoken (japanska: 昭憲皇后, Shōken-kōgōJ), också känd som änkekejsarinnan Shōken (japanska: 昭憲皇太后, Shōken-kōtaigōJ), född Masako Ichijō 9 maj 1849, död 9 april 1914, var en japansk kejsarinna, gift med kejsar Meiji. Hon var kejsarinna 1867-1912.

## Biografi
Född som dotter till adelsmannen och ministern Tadaka Ichijō, tillhörande en gren av släkten Fujiwara. 2 september 1867 blev hon gift med kejsaren och fick titeln kejsarinna, vilket inte alls var något självklart; hon var den första kejsargemålen sedan Yoshiko som fick titeln kejsarinna. Shoko fick inga barn, medan kejsaren hade femton barn med olika hovdamer. Hon fick istället adoptera kejsarens son Yoshihito, som därmed blev tronföljare. 
Shoko var den första kejsarinnan i Japan som spelade en offentlig roll, vilket hade att göra med Meijitidens västerländska reformer. Från 1886 bar hon och hennes hovdamer västerländska kläder offentligt och uppmanade allmänheten att göra detsamma (1887). Hon följde från 1881 med maken på representativa uppdrag och gjorde resor inom landet. 1889 tog hon i makens ställe emot utländska sändebud under hans sjukdom. Hon engagerade sig i frågor om välfärd, fattigvård och kvinnors utbildning och grundade en fond för att finansiera Röda korset även i fredstid (1894-95).
Kejsarinnan och hennes make blev efter deras död hedrade med upprättandet av Meiji jingū.

## Källa

### Översättning
Den här artikeln är helt eller delvis baserad på material från engelskspråkiga Wikipedia, Empress Shōken, 18 oktober 2008.